# Partido Socialista-1
El Partido Socialista-1 (PS-1) era un partido político socialista de Bolivia, fundado en febrero de 1978 por el líder socialista Marcelo Quiroga Santa Cruz en oposición al gobierno dictatorial de Hugo Banzer Suárez.

## Historia
El Partido Socialista-1 fue creado en febrero de 1978 como una escisión del Partido Socialista fundado en 1971. Tomó parte en las elecciones generales de 1978, 1979 y 1980, presentando como candidato presidencial a Marcelo Quiroga Santa Cruz, y obtuvo el 0,43, 4,82 y 8,71 por ciento de los votos, respectivamente. El partido obtuvo cinco escaños en el Congreso Nacional en 1979 y once en 1980.
Algunos elementos conservadores del ejército temían que el potencial de Marcelo Quiroga Santa Cruz como líder de la oposición fuera aumentando, y fue asesinado durante el golpe de Estado liderado por Luis García-Meza Tejada el 17 de julio de 1980. Su muerte dejó al Partido Socialista-1 -y en general a la izquierda política boliviana- en una debilitada posición.
En 1984 el partido absorbió al Movimiento Revolucionario Espartaco (MRE), de ultraizquierda, liderado por Dulfredo Rúa.
El Partido Socialista-1 presentó a Ramiro Velasco Romero como candidato presidencial en las elecciones de 1985, pero obtuvo solamente el 2,58 por ciento de los votos, obteniendo el sexto lugar. El partido logró cinco escaños en el Congreso.
En las elecciones de 1989 el partido presentó a Roger Cortez Hurtado y obtuvo el 2,8 por ciento de los votos.
En 1993 el PS-1 formó parte de la coalición Izquierda Unida que apoyó a Ramiro Velasco Romero, uno de los líderes del PS-1. Obtuvo solamente el 0,9 por ciento de los votos.
Existió también un grupo disidente denominado Partido Socialista-1-Marcelo Quiroga, liderado por José María Palacios.
En las elecciones legislativas de 2002, el partido obtuvo el 0,7% de los votos y ganó uno de los 130 escaños en la Cámara de Diputados, y ningún escaño en el Senado. Posterior a dicha elección, el partido desapareció del espectro político.